# Paul Sturzenegger
Paul Sturzenegger   (Rosario, 7 de juny de 1902 - Lugano, 19 de maig de 1970) fou un futbolista suís, que jugava de davanter, que va competir durant la dècada de 1920 i 1930.
El 1924 va prendre part en els Jocs Olímpics de París, on guanyà la medalla de plata en la competició de futbol.
Pel que fa a clubs, defensà els colors del FC Zürich (1921-1924) i FC Lugano (1924-1931). El 1924 guanyà la lliga suïssa amb el FC Zurich i el 1931 la copa suïssa amb el FC Lugano. Amb la selecció nacional jugà 15 partits entre 1922 i 1930, en què marcà 10 gols.